# Katsuaki Asai
Katsuaki Asai (浅井 勝昭,; Tokyo, 18. veljače 1942.), japanski majstor borilačkih vještina. Izravni je učenik Moriheija Ueshibe. Nositelj je 8. Dana u aikidu.

## Životopis
Katsuaki Asai je rođen 18. veljače 1942. u Tokyu. U Hombu dojou je počeo vježbati 1955. godine sa samo 13 godina. Nakon 10 godina intenzivnog vježbanja s O-Senseijem, Asai je već bio 4. dan i držao je sate aikida na Meiji Sveučilištu u Tokyu. 
Po nalogu doshua Kisshomaru Ueshibe, doselio se u Njemačku, gdje su u to vrijeme Masamichi Noro i Hiroshi Tada promovirali aikido. Katsuaki Asai se u tom razdoblju smatrao jednim od najboljih ukea (asistenata). Boravio je nekoliko godina u Njemačkoj, pa se vratio u Japan na neko vrijeme, a onda se ponovno vratio u Njemačku. Godine 1972., otvorio je vlastiti dojo u Düsseldorfu. Za samo dvije godine upravljanja dojom, broj njegovih učenika je dosegao više od 100. 
Doshu Kisshomaru Ueshiba došao je 1975. godine sa skupinom shihana na proslavu 10. godišnjice aikida u Njemačkoj. Stvari su se malo-pomalo kretale u dobrom smjeru i kada je došlo do 20. godišnjice aikida u Njemačkoj otvoren je još jedan dojo u Düsseldorf. Tada je već bilo više od 6.000 aikidoka pod njemačkom Aikikai federacijom.
Kada je Katsuaki Asai imao 55 godina, 1997. godine, doshu Kisshomaru Ueshiba mu je dodijelio 8. Dan a aikidu. Bio je prvi majstor koji je dobio tako visoko zvanje u tako mladim godinama.

## Vanjske povezice
- Katsuaki Asai  Arhivirana inačica izvorne stranice od 20. listopada 2020. (Wayback Machine)